# Oxsjön (Lidens socken, Medelpad)
Oxsjön är en sjö i Sundsvalls kommun i Medelpad och ingår i Indalsälvens huvudavrinningsområde. Sjön är 25,5 meter djup, har en yta på 3,97 kvadratkilometer och befinner sig 216 meter över havet. Sjön avvattnas av vattendraget Kvarnån (Näckån).

## Delavrinningsområde
Oxsjön ingår i det delavrinningsområde (696672-154883) som SMHI kallar för Utloppet av Oxsjön. Medelhöjden är 284 meter över havet och ytan är 26,87 kvadratkilometer. Räknas de 29 avrinningsområdena uppströms in blir den ackumulerade arean 233,08 kvadratkilometer. Kvarnån (Näckån) som avvattnar avrinningsområdet har biflödesordning 2, vilket innebär att vattnet flödar genom totalt 2 vattendrag innan det når havet efter 61 kilometer. Avrinningsområdet består mestadels av skog (79 procent). Avrinningsområdet har 4,1 kvadratkilometer vattenytor vilket ger det en sjöprocent på 15,2 procent.